# 게임 체인지
《게임 체인지》(Game Change)는 미국에서 제작된 제이 로치 감독의 2012년 HBO 드라마 영화이다. 줄리안 무어 등이 주연으로 출연하였다. 2010년 동명의 책에 기반을 두고 있다.

## 출연

### 주연
- 줄리안 무어

### 조연
- 우디 해럴슨
- 에드 해리스
- 피터 맥니콜
- 제이미 쉐리던
- 사라 폴슨
- 론 리빙스턴
- 데이빗 베리 그레이
- 래리 설리반

## 기타
- 공동제작: 대니 스트롱

## 제작
HBO는 2010년 1월 존 헤밀만과 마크 핼퍼린의 책 게임 체인지를 선택했다. 2011년 2월, 대니 스트롱 작가, 제이 로치 감독과 함께 제작을 시작했다.